# Klabava
Klabava este o arie protejată (arie specială de conservare — SAC, sit de importanță comunitară — SCI) din Republica Cehă întinsă pe o suprafață de 2,51 ha, integral pe uscat.

## Localizare
Centrul sitului Klabava este situat la coordonatele 49°43′34″N 13°42′12″E / 49.726111°N 13.703333°E.

## Înființare
Situl Klabava a fost declarat sit de importanță comunitară în aprilie 2005 pentru a proteja 1 specie de animale. Situl a fost protejat și ca arie specială de conservare în ianuarie 2018.

## Biodiversitate
Situată în ecoregiunea continentală, aria protejată nu include niciun habitat protejat.
La baza desemnării sitului se află o specie protejată de  pești: zglăvoacă (Cottus gobio).